# Kaarlo Hildén
Kaarlo Thorsten Oskar Hildén, född 28 september 1893 i Helsingfors, död 15 juli 1960 i Ekenäs, var en finländsk geograf och antropolog.
Hildén blev filosofie doktor 1920 och tillträdde året därpå en professur i ekonomisk geografi vid Helsingfors handelshögskola. Han var dess prorektor 1939–1952, rektor 1952–1957 och tillförordnad kansler 1953–1954. Han var därtill verksam vid Helsingfors universitet, från 1926 som docent i antropologi och åren 1929–1931 samt 1946–1950 som tillförordnad professor i geografi.
Hildén utgav bland annat antropologiska undersökningar angående urinvånarna i ryska Altaj och Runösvenskarna.